# 寺崎昭久
寺崎 昭久（てらさき あきひさ、1936年5月25日 - 2017年10月15日）は、日本の政治家、元民主党参議院議員(2期)。

## 来歴
北海道出身。1961年、茨城大学文理学部卒業。日産自動車に入り、日産労連副会長、自動車総連副会長を歴任。1989年の第15回参議院議員通常選挙で比例区に民社党より立候補して当選。その後、1994年新進党結党に伴い、参加。新進党解党後新党友愛を経て民主党に合流。2期務め、2001年の第19回参議院議員通常選挙に立候補せず、引退した。
2017年10月15日午前2時41分、咽頭がんのため、千葉県鎌ケ谷市の病院で死去。81歳没。